# 하연주
하연주(1987년 8월 6일 ~ )는 대한민국의 배우이다.

## 출연작

### 드라마
- 2008년 MBC 일일시트콤 《그 분이 오신다》 ... 이재숙 역
- 2008년 MBC 주말연속극 《글로리아》 ... 유미나 역
- 2011년 MBC 수목 미니시리즈 《로열 패밀리》 ... 지은 역
- 2011년 tvN 월화 미니시리즈 《로맨스가 필요해》 ... 윤강희 역
- 2012년 tvN 다큐드라마 《막돼먹은 영애씨》 ... 하연주 역
- 2012년 tvN 수목 미니시리즈 《로맨스가 필요해 2012》 ... 윤석현의 전 여자친구 역 (특별출연)
- 2013년 KBS1 저녁 일일연속극 《지성이면 감천》 ... 한기은 역
- 2013년 tvN 월화 미니시리즈 《연애조작단; 시라노》 ... 혜리 역
- 2013년 MBC 수목 미니시리즈 《미스코리아》 ... 신선영 역
- 2014년 SBS 드라마스페셜 《괜찮아, 사랑이야》 ... 현주 역
- 2014년 tvN 월화 미니시리즈 《마이 시크릿 호텔》 ... 정수아 역
- 2015년 MBC 저녁 일일연속극 《불굴의 차여사》 ... 이윤희 역
- 2015년 OCN 일요 10부작 미니시리즈 《귀신 보는 형사 처용 2》 ... 정하윤 역
- 2016년 MBC 수목 미니시리즈 《굿바이 미스터 블랙》 ... 메이 역
- 2016년 MBC 저녁 일일연속극 《행복을 주는 사람》 ... 김자경 역
- 2018년 네이버 TV 웹 드라마 《품위있는 여군의 삽질로맨스》... 차송주 대위 역
- 2019년 KBS2 저녁 일일연속극 《왼손잡이 아내》 ... 장에스더 역
- 2024년 KBS2 저녁 일일연속극 《피도 눈물도 없이》... 이혜지 / 역 (본작의 서브 여주인공이자 메인 악녀)
- 2025년 MBN 토요드라마 《청담국제고등학교 2》... 하민희 역

### 영화
- 2010년 《젓가락》 ... 지숙 역
- 2010년 《연쇄부인》 ... 오은서 역
- 2014년 《수상한 그녀》 ... 수연 역
- 2015년 《파일 - 4022일의 사육》 ... 신미수 역

### 방송
- 2009년 SBS 《인기가요》 (2009년)
- 2009년 tvN 《롤러코스터》
- 2014년 tvN 《더 지니어스: 블랙가넷》 (2014년)
- 2019년 SBS 《정글의 법칙 in 순다열도》
- 2020년 SBS 《런닝맨》 - 게스트 출연 (501회, 2020년 5월 3일 방송분 출연)

### 뮤직비디오
- 2014년 알리 - 펑펑

## 광고
- SK텔레콤
- 피자헛
- 나나스비
- 오뚜기 스낵면
- 샘표 백년동안
- LG전자 트롬
- 기아자동차
- 글락소스미스클라인 드리클로
- 충북소주 시원한 청풍

## 수상 및 후보
| 연도 | 시상식           | 부문                           | 작품          | 결과 |
| ---- | ---------------- | ------------------------------ | ------------- | ---- |
| 2008 | MBC 방송연예대상 | 코미디/시트콤 부문 여자 신인상 | 그분이 오신다 | 후보 |